# Улица Ленина (Киров)
Улица Ле́нина (Вознесенская, Николаевская) — одна из крупнейших улиц Кирова, центральная улица исторической части города. Начинается в промышленной зоне Кировского шинного завода, недалеко от пересечения с улицей Профсоюзной, идёт в южном направлении и переходит в региональную автодорогу Р169 «Киров — Малмыж — Вятские Поляны» (Казанский тракт).

## История
Впервые появилась в регулярном плане Вятки в 1784 году как Вознесенская (в честь Вознесенской церкви, располагавшейся в районе Театра на Спасской). Первоначально была ограничена Острожной улицей (ныне МОПРа) с севера и Орловской улицей с юга. В 1798 году произошёл пожар на торговой площади у Вознесенской церкви, практически все деревянные торговые ряды сгорели, здание церкви сильно пострадало. Вятские купцы застроили площадь от Вознесенской улицы до Спасского спуска каменными лавками, Вознесенская церковь была разобрана.
В новом регулярном плане 1812 года Вознесенская улица была продлена до Луковицкого оврага на севере (ныне Профсоюзная улица) и речки Хлыновки на юге. За границами города улица переходила в Казанский тракт, таким образом соединяя его с Московским и Слободским трактами. В 1895 году улице дано новое имя — Николаевская, в честь императора Николая II.
В 1918 году Вятский горсовет постановил переименовать Николаевскую улицу в улицу Ленина. Постепенно от улицы Казанской к ней отходят функции центральной улицы города. В годы советской власти улица Ленина удлинилась в полтора раза на юг до бывших слобод Чижи и Шишканы за счёт присоединённой к городу территории. Центр города сместился на запад, и центральной улицей стал Октябрьский проспект. С распадом СССР Вятская епархия подняла вопрос возвращения улицам исторических названий, но улица Ленина переименована не была. В 2000-е годы появился план объединения улицы Ленина с нововятской Советской улицей в один проспект.

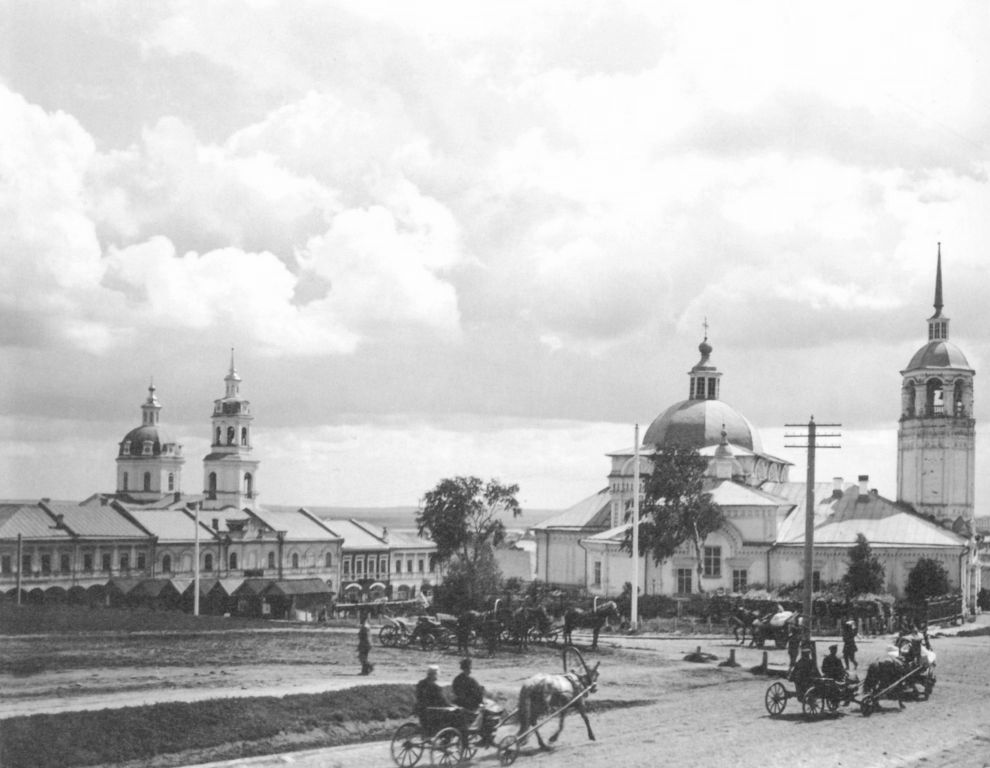
Старый рынок у Покровской церкви
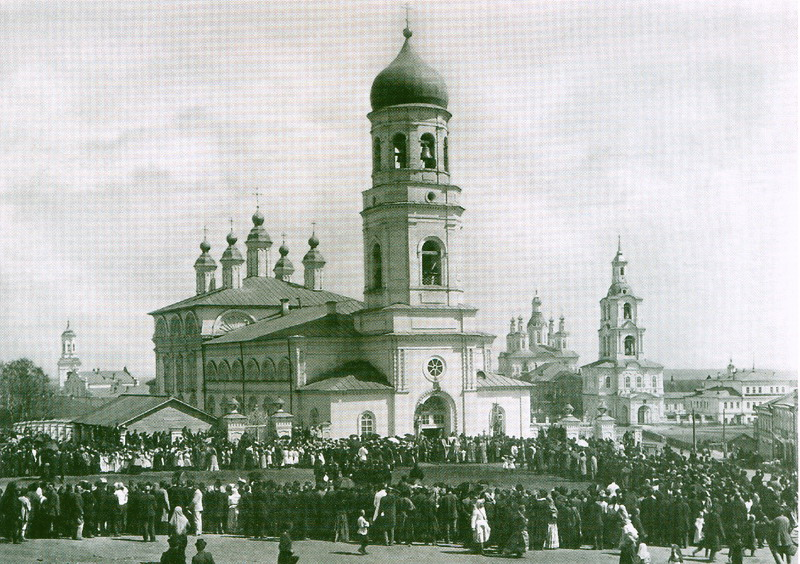
Воскресенский кафедральный собор
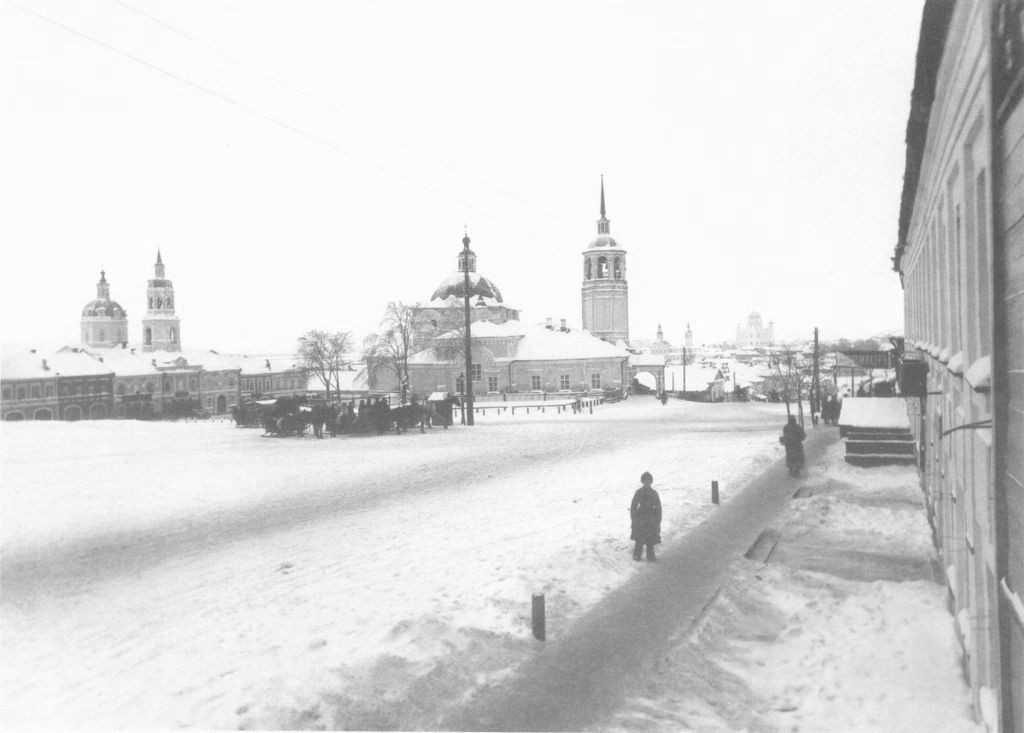
Николаевская улица
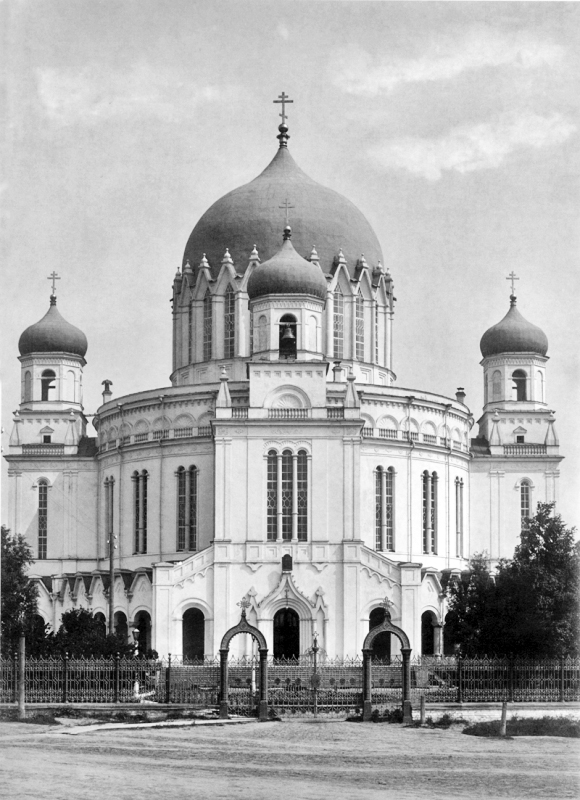
Александро-Невский собор

## Значимые объекты и сооружения
Множество стоявших на улице храмов были разрушены в годы советской власти. Так на месте Воскресенского собора была возведена Центральная гостиница, на месте Александро-Невского собора — Филармония.
- № 41 — Дом Д. Матанцева
- № 55 — Дом А.С. Еськовой
- № 57 — Дом Мамаева
- № 66а — Жилой дом
- № 68 — Дом "Вятской речи"
- № 70 — Дом С.А. Кириллова
- № 76 — Дом А.В. Башмакова
- № 63 — Дом Воскресенского собора
- № 63а — Флигель дома Воскресенского собора
- № 67 — Дом С.О. Якубовского
- № 69 — Дом И. Кочурова
- № 80/2 — Водочный завод торгового дома Александровых
- № 80/1 — Каменный корпус водочного завода
- № 80 — Здание центральной гостиницы
- Покровский сквер
- № 71 — Дом Н.И. Клабукова
- № 71а — Дома Трапезниковой
- № 73 — Дом Кривошеина
- № 75 — Здание бывшего Волжско-Камского банка
- № 82/1 — Дом П.Г. Аршаулова
- № 77 — Дом Татаурова
- № 79а — Корпус торговых лавок городского мещанского общества
- № 79 — Жилой дом НКВД (Дом чекистов)
- № 84 — Дом И.С. Репина
- № 88 — Жилой дом с флигелем Л. Никитина
- № 81 — Аптека Бермана
- № 90 — Дом И.Ф. и А.Ф. Ивановых
- № 87а — Дом купца И.Д. Лаптева
- № 96 — Особняк Т.Ф. Булычёва
- № 93 — Дом-музей М.Е. Салтыкова-Щедрина
- № 93а — Дом А.А. Матанцева
- № 100 — Старообрядческая молельня
- № 102 — Дом П.И. Коршунова
- № 95 — Дом А.С. Куклина
- № 97 — Дом купца Н.В. Рязанцева
- № 99 — Дом купца И.В. Ермолина (Дом, в котором жил хормейстер А.С. Ерёмин)
- № 101 — Дом и лавка купеческой вдовы Е.В. Ермолиной
- № 102б — Вятская филармония
- Площадь Александра Невского
- № 105 — Дом П.Ф. Савинцева
- № 107 — Административное здание
- № 109 — Жилой дом купца В. Юрасова
- № 111 — Здание женского епархиального училища
- № 104 — Особняк купца Я.А. Прозорова
- № 119 — Многоквартирный жилой дом
- № 127 — Дом Н.А. Ермолина
- № 184б — Храм Сорока мучеников Севастийских